# 米歇尔·博纳维
米歇尔·博纳维（法語：Michel Bonnevie，1921年11月19日—2018年9月10日），法国男子篮球运动员。他曾代表法国国家队参加1948年夏季奥林匹克运动会男子篮球比赛，最终获得一枚银牌。